# Uwe Lorenz (Fußballspieler)

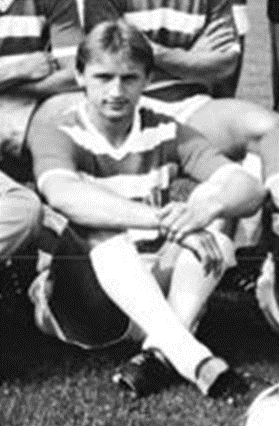
Uwe Lorenz 1983

Uwe Lorenz (* 19. Juli 1955 in Halle (Saale)) war Fußballspieler für den Halleschen FC Chemie in der DDR-Oberliga, der höchsten ostdeutschen Fußball-Liga.

## Sportliche Laufbahn
Lorenz begann sein Fußball-Laufbahn mit zehn Jahren bei der SG Dynamo Halle-Süd. 1971 wechselte er zur Betriebssportgemeinschaft (BSG) Motor Ammendorf. Vom November 1974 bis zum April 1976 spielte er während seines Armeedienstes bei Lok/Vorwärts Halberstadt, zunächst in der zweitklassigen DDR-Liga, nach dem Abstieg 1975 in der Bezirksliga. Vom Mai 1976 bis Dezember 1977 war Lorenz wieder für Motor Ammendorf ebenfalls in der Bezirksliga aktiv.
Anfang 1978 wurde Lorenz zum Fußballschwerpunkt der Region, dem Oberligisten Hallescher FC Chemie (HFC) delegiert. Trainer Peter Kohl setzte den 1,77 m großen Lorenz am letzten Spieltag der Saison 1977/78 erstmals in der Oberliga ein. Im Spiel Chemie Böhlen – HFC (5:3) kam er in der 53. Minute auf das Feld und erzielte bereits vier Minuten später sein erstes Oberligator zum 3:2-Zwischenstand. In den folgenden Spielzeiten gelang es ihm nicht, einen Stammplatz in der ersten Mannschaft zu erobern. Zwischen 1978 und 1983 wurde er zwar in 81 Oberligaspielen eingesetzt, stand auch 50 Mal in der Anfangself, spielte aber nur in 33 Begegnungen über die volle Spieldauer. Erst in der Saison 1983/84 riss der Knoten, Lorenz bestritt 25 Oberligaspiele, davon 22 über die vollen 90 Minuten. Außerdem schoss er mit sechs Treffern die meisten Oberliga-Saisontore seiner Laufbahn.
Anschließend warfen ihn der Abstieg des HFC und eine Meniskusoperation wieder zurück, von den 34 DDR-Ligaspielen konnte er nur 21 absolvieren. Derweil steckte der HFC in einer Krise, verpasste sowohl 1985 als auch 1986 den Wiederaufstieg.
Im dritten Anlauf schaffte der HFC 1987 als Meister der DDR-Liga die Rückkehr in die Oberliga; Lorenz war in dieser Saison an 33 von 34 Punktspielen beteiligt. In seiner achten Oberligasaison 1987/88 gehörte er mit 22 Punktspieleinsätzen weiterhin zum Spielerstamm, wurde nun aber hauptsächlich im rechten Mittelfeld eingesetzt. In den folgenden drei Spielzeiten verpasste Lorenz nur ein einziges Punktspiel, stand nun aber als Außenverteidiger in der Mannschaft. In der letzten DDR-Oberligasaison 1990/91, die neben der Ermittlung des letzten DDR-Fußballmeisters auch der Qualifikation für die 1. und 2. Bundesliga diente, erreichte Lorenz mit dem HFC, der inzwischen den Zusatz „Chemie“ abgelegt hatte, Platz vier und damit die Teilnahmeberechtigung für die 2. Bundesliga. Der inzwischen 36-Jährige hatte alle 26 Punktspiele absolviert. Mit insgesamt 205 absolvierten Oberliga-Einsätzen für den HFC gehört Lorenz zu den Rekordspielern des Vereins. Außerdem war er in der Oberliga mit 17 Toren erfolgreich.
In der Saison 1991/92 kam er trotz seines hohen Fußballalters noch in 31 von 32 ausgetragenen Zweitligaspielen als Verteidiger auf unterschiedlichen Positionen zum Einsatz. Nach dem Abstieg des HFC aus der 2. Bundesliga war Lorenz noch zwei Jahre lang für den Verein aktiv, nun in der Oberliga Nordost (Staffel Mitte). Nach der Saison 1993/94 verließ er den HFC und ließ seine aktive Karriere bei unterklassigen Amateurmannschaften im Raum Halle (FSV 67 Halle, Wettiner SV) ausklingen.

## Privates
Da Lorenz mit dem HFC Mitte der 1980er Jahre ein sportliches Tal durchschritt und persönlich auch verletzungsbedingt langfristig ausfiel, bereitete er sich während dieser Zeit auf seine berufliche Zukunft vor. Er schloss sein Studium zum Diplomlehrer ab und arbeitete fortan als Lehrer für Chemie und Mathematik an der Kinder- und Jugendsportschule Halle. Als die Lehrerzahl an dieser Einrichtung für das Schuljahr 1992/93 reduziert wurde, wurde Lorenz nicht übernommen.
Nach einer Umschulung ist er seit Mitte der 1990er Jahre in einem Architekturbüro tätig.